# Lom-hegy
Lom-hegy är ett berg i Ungern.   Det ligger i provinsen Pest, i den nordvästra delen av landet, 22 km norr om huvudstaden Budapest. Toppen på Lom-hegy är 588 meter över havet, eller 119 meter över den omgivande terrängen. Bredden vid basen är 2,6 km.
Terrängen runt Lom-hegy är huvudsakligen kuperad. Runt Lom-hegy är det tätbefolkat, med 427 invånare per kvadratkilometer. Närmaste större samhälle är Budapest III. kerület, 17,8 km söder om Lom-hegy. Omgivningarna runt Lom-hegy är en mosaik av jordbruksmark och naturlig växtlighet.